# Noël Loozen
 (décembre 2018).
Noël Loozen, né le 15 mars 1983 à Geleen,, est un  réalisateur, scénariste et photographe néerlandais.

## Filmographie
- 2014 : The Hornhunter[3]
- 2015 : Spoetnik[4]
- 2017 : Limburgia (nl)[5]
- 2017 : Botanica (nl)[6]